# Juicy (groupe)
Pour les articles homonymes, voir Juicy (homonymie).
Juicy est un duo de chanteuses bruxelloises composé de Julie Rens et Sasha Vovk. 

## Histoire
Julie et Sasha se rencontrent au conservatoire de Bruxelles en Jazz, dans la classe de David Linx, et commencent rapidement à jouer ensemble dans différents projets, avec des styles variés. 
En 2015, c'est sur un concept de reprise de classiques du r'n'b et du hip hop des années 90 que les deux chanteuses se font connaitre sur la scène bruxelloise avec Juicy Cover. En 2017, elles annoncent la sortie de leur premier Ep Cast a spell, auto-produit à hauteur de 20 000 euros,  prévu pour le 23 mars 2018. Elles défendent notamment leur mini-album sur Radio Nova et en première partie d'Angèle.
Elles se produisent durant l'été 2018, puis 2019, sur les festivals belges tels que Esperanzah!, Couleur Café, le Festival de Dour deux années de suite, Les Ardentes… Et également en France au Printemps de Bourges et à Marsatac.
D'abord prévu pour septembre 2021, mais repoussé  en raison de la Pandémie de Covid-19, leur première album "Mobile" qui « relate toutes les failles de l’Homme » sort le 18 mars 2022.

## Discographie

### LP
- 2021 : Mobile[16]

### EP
- 2019 Crumbs
- 2018 : Cast a spell[17]

## Clip
- I'm the One réalisé par Theo Eifrig, 2020[18],[19]
- See me now réalisé par Marion Castéra, 2019
- GHB réalisé par Marion Castéra, 2018
- Count our fingers twice réalisé par Theo Eifrig, 2018 [20]
- Die baby die réalisé par Ulysse Vauthier & Romain Habousha, 2018
- Something is Gone réalisé par Lia Bertels, 2018
- Mouldy Beauty réalisé par Gogolplex, 2018
- For Hands on Ass réalisé par Francis Diamant, 2018